# Made in Zhopa
Made in Zhopa (en ruso:'Маде Ин Жопа'). Cuarto álbum de la banda de ska punk de Rusia, Leningrad. Fue lanzado en el año 2001. El nombre completo era “Made in Zhopa. Tri Debila ispolniayut neizvestnie pesni gruppa Leningrad” (Hecho en el culo. Tri Debila realiza canciones desconocidas del grupo Leningrad).
Tri Debila era un proyecto solista de Sergei Shnurov, pero se puede decir que seguía siendo el grupo Leningrad, estaba compuesto por: Sergei Shnurov, Andrei Antonenko y Dima Melnikob, también aparecía en el álbum como voz de apoyo Aleksandr Popov, Arsentiev y la acordionista Shesterekov.

## Listado de temas
| N.º   | Título                                                                | Duración |  |
| 1.    | «В клубе модном - V Klube Modiom - (El Club de Moda)»                 | 2:46     |  |
| 2.    | «Полные карманы - Polnie Karmani - (Bolsillo lleno)»                  | 4:08     |  |
| 3.    | «Не со мной - Ne so Mnoy - (No conmigo)»                              | 2:44     |  |
| 4.    | «Хип-хоп - Hip-Hop»                                                   | 2:04     |  |
| 5.    | «Миллион алых роз - Million alij roz - (Un millón de rosas)»          | 3:43     |  |
| 6.    | «Парнишка - Parnichka (Compañero)»                                    | 2:47     |  |
| 7.    | «Не слышны в саду - Ne Slichni v Cadu - (No se escucha en el jardín)» | 2:07     |  |
| 8.    | «Девушка с понятием - Devuchka S Ponyatiem - (Chica con Noción)»      | 2:07     |  |
| 9.    | «Злые пули - Zlie Puli - (Malas balas)»                               | 1:29     |  |
| 10.   | «Свободная - Svobodnaya - (Libre)»                                    | 3:03     |  |
| 11.   | «Эх раз, еще раз - Ej Raz, esche Raz - (¡Oh Una Vez, Una Vez Más!)»   | 2:13     |  |
| 12.   | «Стоп-машина - Stop-Machina - (Para el automóvil/coche)»              | 2:16     |  |
| 31:33 |                                                                       |          |  |